# Tarrytown (New York)
Pour les articles homonymes, voir Tarrytown.
Tarrytown est une petite ville du comté de Westchester, dans l'État de New York, aux États-Unis. Elle se trouve sur la rive Est du fleuve Hudson, environ 40 km au Nord du Manhattan. 
D'après le recensement de 2000, la ville compte 11 090 habitants. La ville s'étire le long de l'Hudson et elle est reliée avec la ville de New York par la ligne du train de banlieue Metro-North Railroad. 
Tarrytown est aussi le lieu de La Légende de Sleepy Hollow, une nouvelle de Washington Irving dont l'adaptation cinématographique a été réalisée par Tim Burton.  Le roman Hollow écrit par Jessica Verday s'y déroule également.

## Histoire
Les premiers colons européens de Tarrytown furent des fermiers, trappeurs et pêcheurs hollandais. Les archives attestent que la première maison de Tarrytown a été construite en 1645, mais on ignore son emplacement.  Tarrytown se trouvait dans la Colonie de Nouvelle-Néerlande, annexée par la Couronne d'Angleterre en 1674 au terme du Traité de Westminster. Son nom vient du néerlandais tarwe, qui signifie blé.

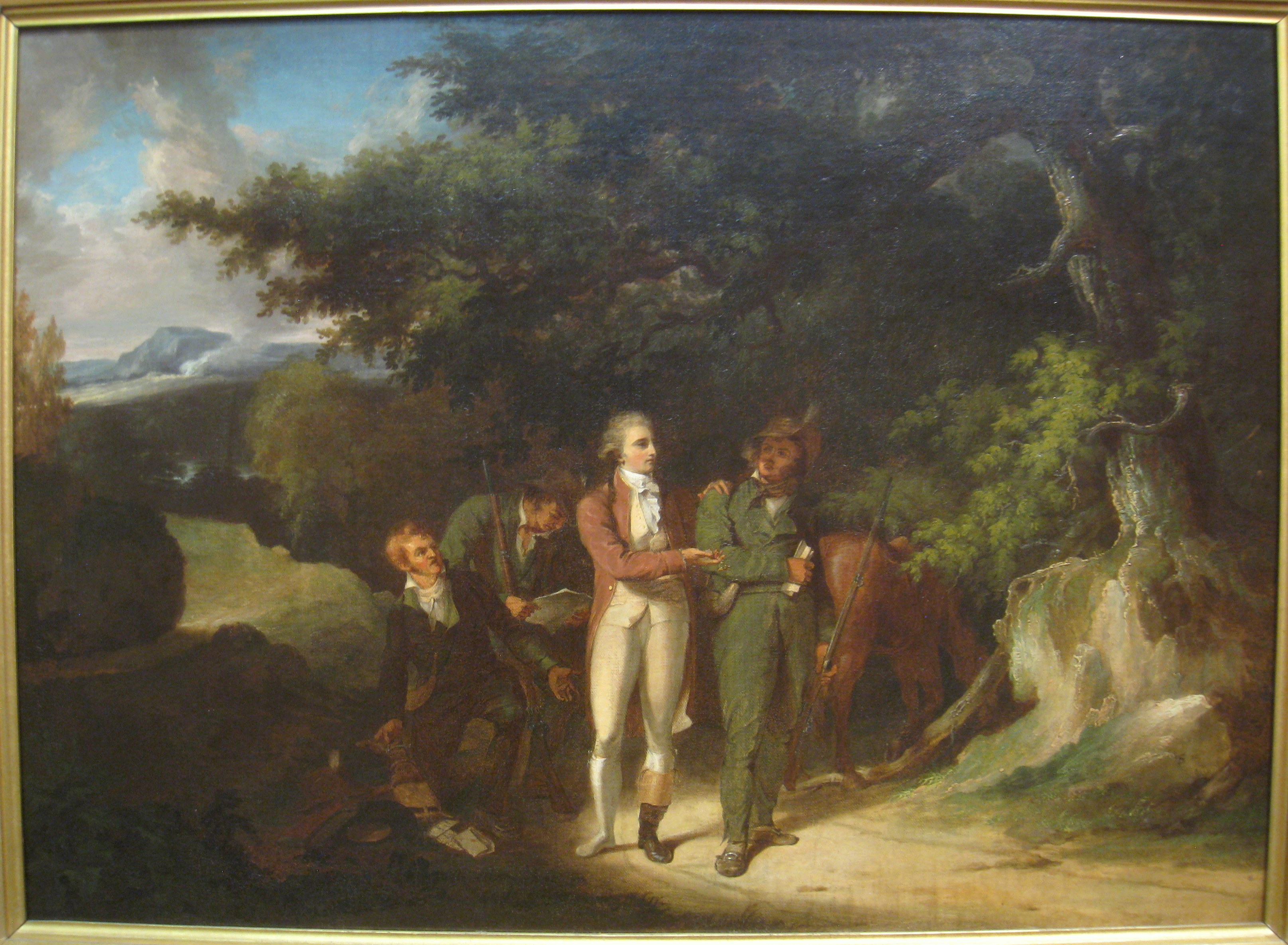
Le commandant André démasqué : tableau de Thomas Sully (musée de Worcester).

En 1780, elle fut le théâtre d'un épisode connu de la Guerre d'indépendance : la capture par trois insurgents du commandant britannique John André, cherchant à gagner le sud par la malle-poste d'Albany. La découverte, dans l'une de ses bottes, de papiers compromettants, dévoila les plans de son allié Benedict Arnold. André   fut pendu. Le récit détaillé de son arrestation par les trois insurgents (David Williams, John Paulding et Isaac Van Wart) a été recueilli, et publié bien plus tard  (1903) par le rédacteur du Tarrytown Argus, Marcius D. Raymond.
Dans La légende de Sleepy Hollow (1820), l'écrivain Washington Irving décrit la ville ainsi : « Au fond de l’une des criques spacieuses qui dentèlent la rive orientale de l’Hudson, vers cette large expansion du fleuve dénommée par les anciens navigateurs hollandais le Tappaan Zee, et où toujours ils diminuaient prudemment de voiles et imploraient la protection de saint Nicolas quand ils passaient, se trouve un petit bourg marchand ou port rustique que quelques-uns appellent Greensburgh, mais qui est plus généralement et plus justement connu sous le nom de Tarry Town. » Avant même la fin de la guerre de Sécession, le chemin de fer clandestin traversait Tarrytown.
Tarrytown devint par la suite la résidence favorite de plusieurs riches New-Yorkais, dont John D. Rockefeller, qui s'y établit en 1893. Kykuit, le manoir de Rockefeller, a été achevé en 1906. À partir de 1914, Kykuit devint la cible des manifestations socialistes, chaque fois violemment dispersées par la police. Au moins deux attentats y ont été perpétrés par le cercle des journalistes Alexander Berkman et Luigi Galleani.
Le 19 novembre 1915, un jardinier découvrit un paquet de 2 kg de dynamite à 15 m de l'entrée de Cedar Cliff, l'hôtel particulier de John D. Archbold, Président de la Standard Oil Company. Selon la police, cette bombe aurait été placée là par des anarchistes et des militants d'Industrial Workers of the World en rétorsion contre l'exécution de Joe Hill à Salt Lake City,.

## À visiter
- Lyndhurst (en) : une résidence néogothique le long de l'Hudson ;
- Sunnyside : maison de l'écrivain Washington Irving ;
- Kykuit : la propriété historique de la famille Rockefeller, avec jardin de sculpture et une collection d'œuvres d'art ;
- Philipsburg Manor : site historique recréant un manoir hollandais situé à Tarrytown en 1750 ;
- Union Church of Pocantico Hills : église contenant dix vitraux dont neuf de Marc Chagall, et un de Henri Matisse.